# Distrito de Ludhiana
Ludhiana (en punyabí: ਲੁਧਿਆਣਾ ਜ਼ਿਲਾ) es un distrito de la India en el estado de Punyab. Código ISO: IN.PB.LU.
Comprende una superficie de 3744 km².
El centro administrativo es la ciudad de Ludhiana.

## Demografía
Según censo 2011 contaba con una población total de 3 487 882 habitantes, de los cuales 1 621 679 eran mujeres y 1 866 203 varones.